# Warner Observatory
Das Warner Observatory (deutsch Warner Observatorium) wurde 1882 in Rochester, New York erbaut. Finanziert wurde es von Hulbert Harrington Warner, dem Mäzen von Lewis Swift.
Der von Alvan Clark & Sons hergestellte 16-Zoll Refraktor kostete Warner an die 100.000 US-Dollar und war zu dieser Zeit der viertgrößte in den Vereinigten Staaten.
Swift nutzte das Observatorium, um Kometen und Nebel zu untersuchen, darunter den periodischen Kometen 11P/Tempel-Swift-LINEAR. An Dienstag- und Freitagabenden öffnete Swift die Türen für die Öffentlichkeit für diejenigen, die ein 25-Cent-Ticket im Warner's Patent Medicine Store gekauft hatten. Dies war das erste Mal, dass ein Observatorium der Öffentlichkeit zugänglich gemacht wurde.
Nachdem Warner 1893 in die Insolvenz gezwungen wurde, verlegte Swift das Teleskop nach Kalifornien, wo sein neuer Gönner, Thaddeus S. C. Lowe, ein Observatorium auf dem Echo Mountain baute. Zu diesem Zeitpunkt wurden Beobachtungen in New York aufgrund der sich entwickelnden Stadt herum immer schwieriger.
Das Gebäude stand dann leer und zwischen 1901 und 1909 wurde es als Vernon Academy of Mental Sciences und Vernon Sanatorium betrieben.
1920 wurde das Gebäude vernagelt und 1931 endgültig abgerissen.
Eine gute Beschreibung des Observatoriums findet sich in Swifts eigenen Notizen:
"…It is delightfully situated on the south side of East Avenue, one of the most beautiful and fashionable streets of this city. The building stands about one-third of a mile south of the University of Rochester, nearly one and one-half miles south of east of the Court House, a few steps west of the princely residence of Mr. H. H. Warner, on what fifty years ago was a dense forest. Its horizon is nearly unobstructed, in every direction, in some points forty miles distant being had. In nearly every outlook, woodland, field and meadow combine to produce most picturesque effect.
The material used in its construction is white sandstone from Lockport--sixty miles west--and, unlike many varieties of this kind of stone, is free from red oxide of iron. The tower is circular in form, with a diameter of thirty-one feet, outside measurement. Its revolving dome is, of course, of the same diameter. This dome embodies some novel features, and in the matter of economy of construction, lightness, ease of revolution and simplicity of the device for rotating, leaves little to be desired."
"..Es liegt herrlich an der Südseite der East Avenue, einer der schönsten und angesagtesten Straßen dieser Stadt. Das Gebäude steht etwa eine Drittelmeile südlich der University of Rochester, fast anderthalb Meilen südöstlich des Gerichtsgebäudes und ein paar Schritte westlich der fürstlichen Residenz von Herrn H. H. Warner, wo vor 50 Jahren zuvor ein dichter Wald stand. Sein Horizont ist in alle Richtungen nahezu frei, an manchen Stellen sogar 40 Meilen entfernt. In fast jeder Perspektive ergeben Wald, Feld und Wiese zusammen eine äußerst malerische Wirkung.
Das für den Bau verwendete Material ist weißer Sandstein aus Lockport – 60 Meilen westlich – und ist im Gegensatz zu vielen Sorten dieser Art von Stein frei von rotem Eisenoxid. Der Turm hat eine kreisförmige Form und einen Außendurchmesser von 31 Fuß. Seine Drehkuppel hat natürlich den gleichen Durchmesser. Diese Kuppel weist einige neuartige Merkmale auf und lässt bezüglich Wirtschaftlichkeit der Konstruktion, Leichtigkeit, Leichtigkeit der Drehung und Einfachheit der Vorrichtung zum Drehen kaum Wünsche offen.